# 南野津村
南野津村（みなみのつむら）は、大分県大野郡にあった村。現在の臼杵市、豊後大野市の一部にあたる。

## 地理
大野川支流・三重川、野津川にはさまれた山間部に位置していた。

## 歴史
- 1889年（明治22年）4月1日、町村制の施行により、大野郡西畑村、秋山村、東谷村、吉田村、前河内村が合併して村制施行し、南野津村が発足[1][2]。旧村名を継承した西畑、秋山、東谷、吉田、前河内の5大字を編成[2]。
- 1955年（昭和30年）3月28日、大野郡野津町、川登村と合併し野津町が存続して廃止された[1][2]。

## 産業
- 農業、林業、畜産業[2]